# Эта Возничего
Эта Возничего (η Возничего, Eta Aurigae, η Aurigae, сокращ. Eta Aur, η Aur) — звезда в северном созвездии Возничего. Звезда имеет видимую звёздную величину 3.18m, и, согласно шкале Бортля, видна невооруженным глазом даже на внутригородском небе (англ. Inner-city sky).
Из измерений параллакса, полученных во время миссии Hipparcos, известно, что звезда удалена примерно на 243 св. лет (75 пк) от Солнца. Звезда наблюдается севернее 49° ю.ш., т.е. практически на всей территории обитаемой Земли, за исключением приполярных областей Антарктиды, а также самых южных областей Чили и Аргентины. Лучшее время наблюдения — декабрь. Само движение Эта Возничего показывает, что звезда движется с небольшой скоростью относительно Солнца: её радиальная гелиоцентрическая скорость — +7 км/с, что составляет 70% от скорости, местных звёзд Галактического диска, а также это значит, что звезда удаляется от Солнца.

## Имя звезды
Эта Возничего — (латинизированный вариант лат. Eta Aurigae) является обозначением Байера. У звезды также есть обозначение данное Флемстидом — 10 Возничего, лат. 10 Aurigae.
Наряду с Дзета Возничего звезда представляет одного из козлят «козочки» —  Капеллы — от которого звезда получила свое латинское традиционное имя Хедус II (лат. Haedus II) или Хаедус II (лат. Hoedus II) от латинского лат. haedus —   «дитя» (соответственно Дзета Возничего называется Хедус I (лат. Haedus I)).
У звезды также было менее распространенное традиционное имя «Махасим» (Mahasim), от арабского المِعْصَم al-miʽşam «запястье» (Возничего), которое она делило с Тета Возничего.
В китайской астрономии, звезда относится  к созвездию 參旗 (Sān Qí) « Сеть»  и входит в астеризм, 參旗六 (Zhāng Xiù yī)  что означает «Столпы» (англ. Pillars), состоящему из Эпсилон Возничего, Дзета Возничего, Эта Возничего, Ипсилон Возничего, Ню Возничего, Тау Возничего, Хи Возничего, 26 Возничего. Следовательно, сама Эта Возничего, известна как — 柱三 (Zhǔ sān — «Третья Звезда Столпов» (англ. the Third Star of Pillars).
В 2016 году Международный астрономический союз организовал Рабочую группу при МАС по звёздным именам (WGSN) для каталогизации и стандартизации имен собственных звёзд. WGSN утвердил название Хедус («Haedus») для этой звезды и Саклатени («Saclateni») для Дзета Возничего. 30 июня 2017 года, и теперь оно включено в Список утвержденных МАС звёздных имен.

## Свойства звезды
С 1943 года спектр Эта Возничего служит одной из устойчивых опорных точек, по которым классифицируются другие звезды. 
Эта Возничего, хотя и классифицируется, как карлик, является более крупной звездой, чем Солнце: её масса более чем в пять  раз больше массы Солнца (5,4 ± 0,3 {\displaystyle M_{\bigodot }}) и более чем в три раза больше радиуса Солнца (3,25 ± 0,18 {\displaystyle R_{\bigodot }}). Спектральный класс Эта Возничего — B3V и учитывая, что звезда излучает значительную часть света в ультрафиолетовом диапазоне, звезда значительно ярче нашего Солнца (955 {\displaystyle L_{\bigodot }}). Также это указывает на то, что водород в ядре звезды служит ядерным «топливом», то есть звезда находится на главной последовательности. Звезда излучает энергию со своей внешней атмосферы при эффективной температуре около 17 201 К, что придаёт ей бело-голубой оттенок звёзды главной последовательности спектрального класса B и делает её мощным источником ультрафиолетового излучения. 
Вращаясь с экваториальной скоростью 95 км/с (т.е. со скоростью практически в 47 раз больше солнечной), этой звезде требуется порядка 1,8 дня , чтобы совершить полный оборот.  Эта Возничего имеет возраст 39 млн. лет, т.е. звезда находится в середине жизни на главной последовательности. Затем она будет расширяться и увеличивать свою яркость в сотни раз, пока не начнет синтезировать свои запасы гелия в углерод и кислород, после чего станет настоящим гигантом. Звезда имеет поверхностную гравитацию 4,13 СГС или 134,9 м/с2, т.е. в два раза меньше, чем на Солнце (274,0 м/с2), что объясняется большим радиусом звезды. Для того чтобы планета, аналогичная нашей Земле, получала примерно столько же энергии, сколько она получает от Солнца, её надо было бы поместить на расстоянии 30,5 а.е. (т.е. туда, где в Солнечной системе находится Нептун, чей радиус орбиты равен 30,1 а.е.). Причём, с такого расстояния Эта Возничего выглядела бы почти в 10 раз меньше нашего Солнца, каким мы его видим  с Земли — 0,06° (угловой диаметр нашего Солнца — 0,5°).
Есть неподтвержденные данные о спектральных изменениях с 24-дневным периодом, при котором яркость Эты Возничего меняется от  3.16m до 3.19m. Если спектральные изменения действительно существуют, то вероятно, они происходят из звездной атмосферы. Тип переменной неизвестен, но возможно, что звезда является переменной типа β Цефея. Также у Эта Возничего обнаружено чрезвычайно слабое магнитное поле, которое всего в пару раз больше, чем у Земли  (магнитное поле Земли равно 0,5 Гаусс). Эта Возничего, как считается, является частью обширного  рассеянного звёздного скопления Плеяды, ассоциации горячих звёзд класса O и B, чья расширяющаяся группа простирается на 100° по небу от Тельца до Ориона, члены которой родились более или менее в одно и то же время, и теперь распадается навсегда.

### Комментарии
1. ↑  Расстояние рассчитано по приведённому значению параллакса
2. ↑  Из закона смещения Вина, энергия излучения абсолютно чёрного тела максимальна при данной температуре на длине волны λb = (2,898⋅106 нм•К)/(17 201 К) ≈ 173 нм, которая лежит в дальней ультрафиолетовой части электромагнитного спектра
3. ↑  Угловой диаметр (δ) вычисляется по формуле:
{\displaystyle \delta =2\arctan \left({\frac {D_{\mathrm {S} }}{d_{\mathrm {CZ} }}}\right)}, где DS — диаметр звезды, выраженный в а.е.; dCZ — расстояние до зоны обитаемости